# Jindřich Brunšvicko-Lüneburský
Jindřich Brunšvicko-Lüneburský (po 1358 – 14. října 1416), vévoda brunšvicko-lüneburský, zvaný Jindřich Vlídný, byl v letech 1388 až 1409 společně s bratrem Bernardem kníže z Lüneburgu, v letech 1400 až 1409 také kníže z Wolffenbüttelu a od roku 1409 samostatným knížetem Lüneburgu.

## Život
Jindřich se narodil jako syn vévody Magnuse II. Brunšvicko-Lüneburského a jeho manželky Kateřiny Anhaltsko-Bernburské. Po roce 1400 se podílel na stíhání vrahů svého bratra Fridricha. Jindřich zpustošil Eichsfeld, majetek arcibiskupa z Mohuče, který byl podezřelý z účasti na vraždě. Teprve v roce 1405 byl mezi Brunšvikem-Lüneburgem a arcibiskupstvím ratifikován mír.
V roce 1404 byl unesen hrabětem Bernardem VI. z Lippe; když zaplatil výkupné, byl propuštěn a později se s podporou krále Ruprechta Bernardovi pomstil.
Po smrti Gerharda VI. Holštýnsko-Rendsburského, manžela Jindřichovy sestry, se královna Markéta I. Dánská pokusila ovládnout Šlesvicko, ale Jindřichovi se společně s Holštýnskem podařilo Šlesvicko ubránit.

## Manželství a potomci
V roce 1388 se Jindřich oženil s Žofií, jedinou dcerou vévody Wartislava VI. Pomořanského. Manželé spolu měli dvě děti:
- Vilém Brunšvicko-Lüneburský (1392–1482)
- Kateřina Brunšvicko-Lüneburská (1395–1442)

V roce 1406 Žofie zemřela a Jindřich se v roce 1409 podruhé oženil s Markétou (1389–1446), dcerou Heřmana II. Hesenského. S tou měl jednoho syna:
- Jindřich Brunšvicko-Lüneburský (1411–1473)